# Matthäus Aurogallus
Matthäus Aurogallus Commutoviensis (Komotau, 1490 — Wittenberg, 10 de Novembro de 1543) foi humanista, erudito, linguista e historiador boêmio,  deu aulas de hebraico da Universidade de Wittenberg. Foi assistente de Lutero e ajudou na tradução da Bíblia para o alemão, que contou também com a colaboração de Justus Jonas, o Velho e Caspar Cruciger, o Velho.
Em 1542, foi nomeado reitor da Universidade de Wittenberg. Formou-se bacharel em 1515. Em 1519 matriculou-se na Universidade de Wittenberg onde Philipp Melanchthon deu aulas de hebraico, latim e estudos gregos. Foi autor de uma crônica sobre os reis da Boêmia. Era considerado uma pessoa tranquila e amigável. Georg Spalatin (1484-1545) o indicou em 1521, como sucessor de Matthäus Adriani (1475-1521), na cátedra de hebraico, onde teve como alunos Jakob Jonas (1500-1558) e Ambrosius Moibanus (1494-1554).

## Obras
- „Compendium Hebraeae Grammatices“ 1523
- „de Hebraeis urbium locorumque nominibus“ 1526
- Chronik der Herzöge und Könige von Böhmen (Crônicas do Duque e do rei da Boêmia) - „Commentarii rerum Bohemicarum sive Chronica“
- „De Hebraeis urbium, locorum, populorumque nominibus“ 1526
- „Compendium Hebreae Chaldeae quae grammatices“, 1523